# مار چلیپر
 مار چلیپر (نام علمی: Natrix tessellata) مار آبی چلیپر یک نوع مار آبی است که در بیشتر جاهای کره زمین زندگی می‌کند. این مار جزء مارهای بزاق سمی یا دهان سمی قرار می‌گیرد، یعنی این مار نیش ندارد ولی بزاق این مار سمی است اما زهر این مار در صورت دندان گرفتن انسان معمولاً آسیب جدی به انسان نمی‌رساند.شکارهای این مار را آبزیان و دوزیستان مانند ماهی‌ها و قورباغه‌ها تشکیل می‍‌دهند. این مار نیز مانند مارهای غیرسمی بوا و پیتون به دورطعمه حلقه می‌زند و با بدن خود شکار خود را خفه می‌کند. طول این مار نیز گاهی به 1.5 متر می‌رسد، البته اندازه این مار بستگی به رژیم غذایی او نیز دارد.